# Evangelische Kirche Volberg

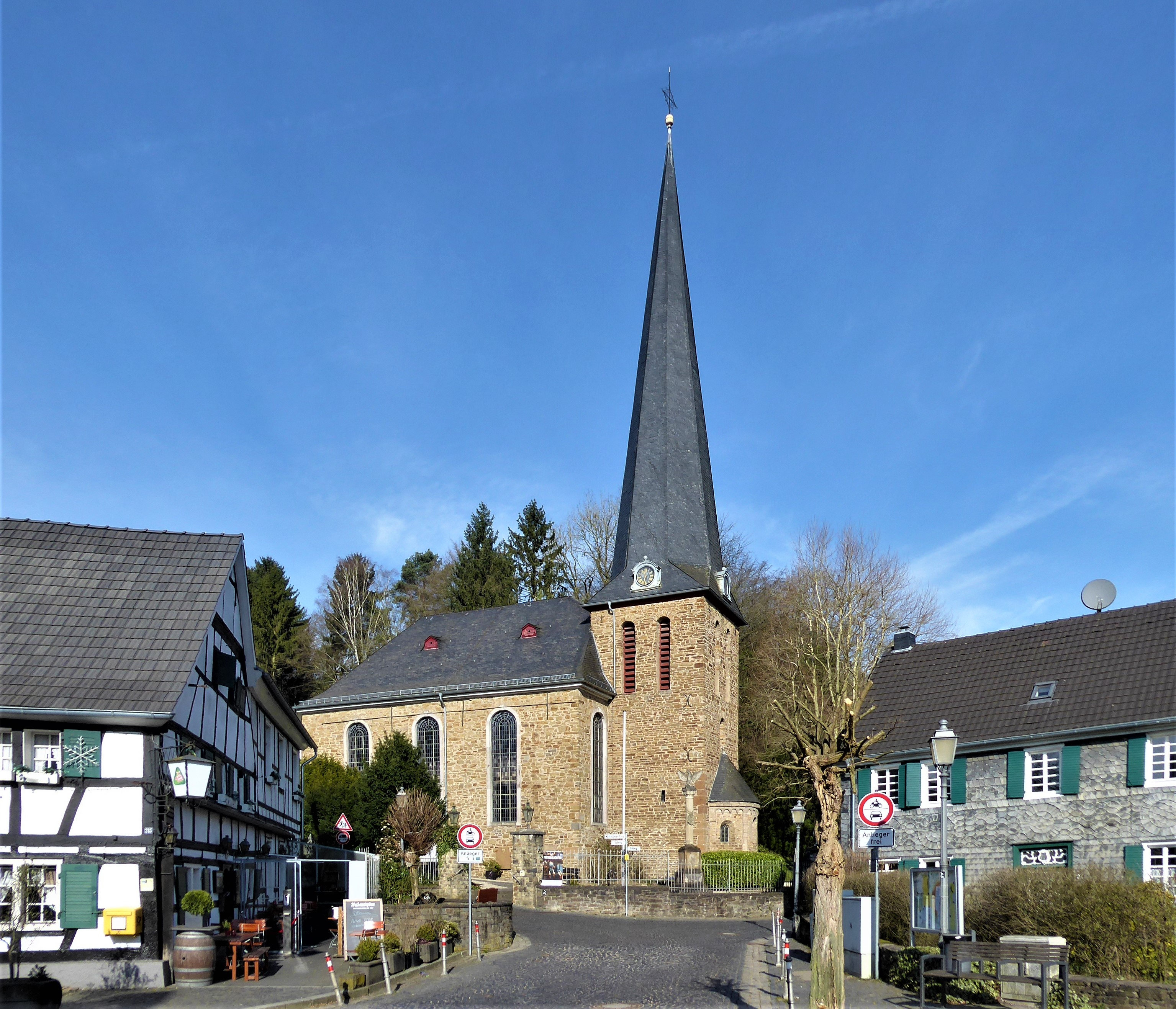
Evangelische Kirche Volberg in Rösrath-Hoffnungsthal

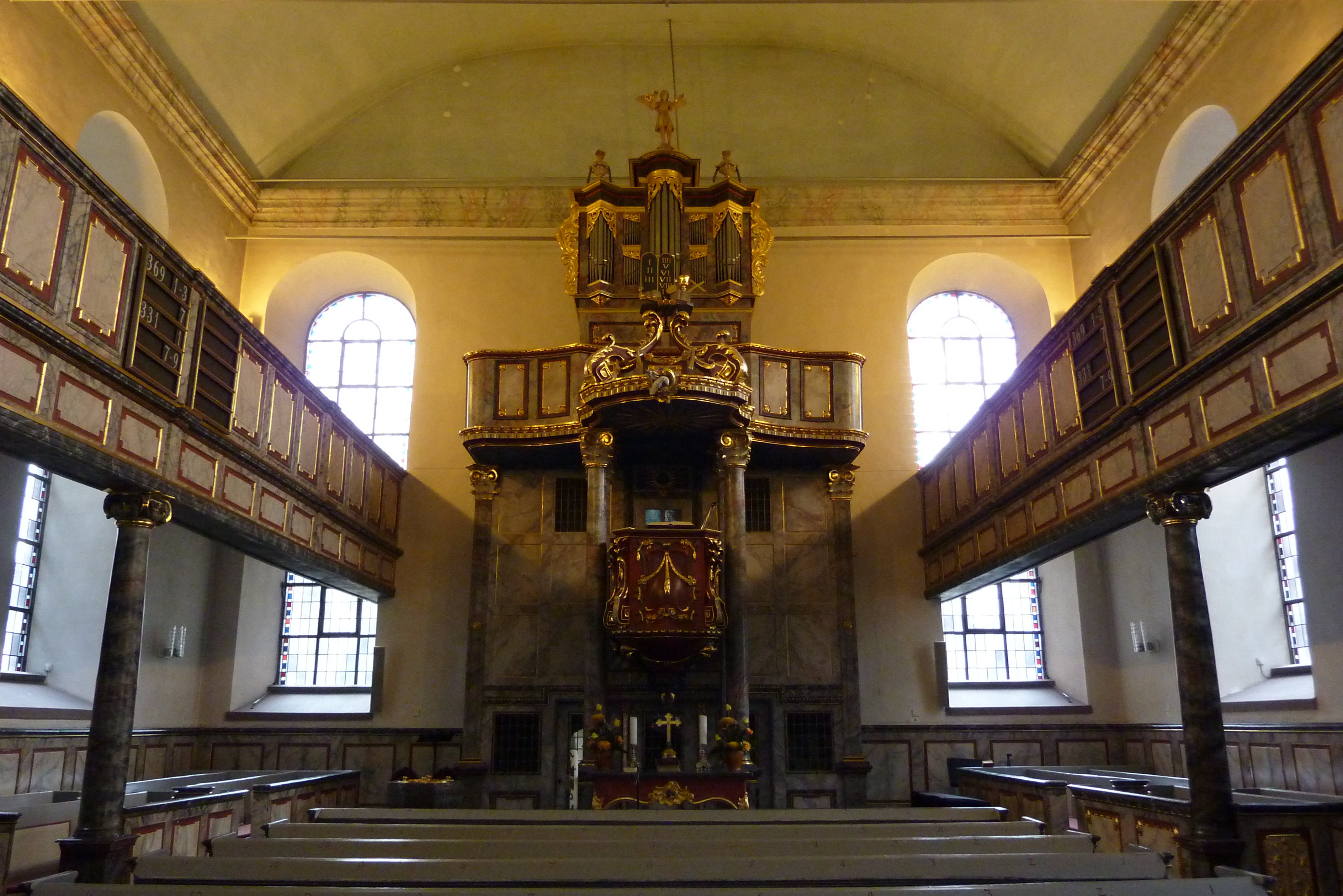
Innenansicht

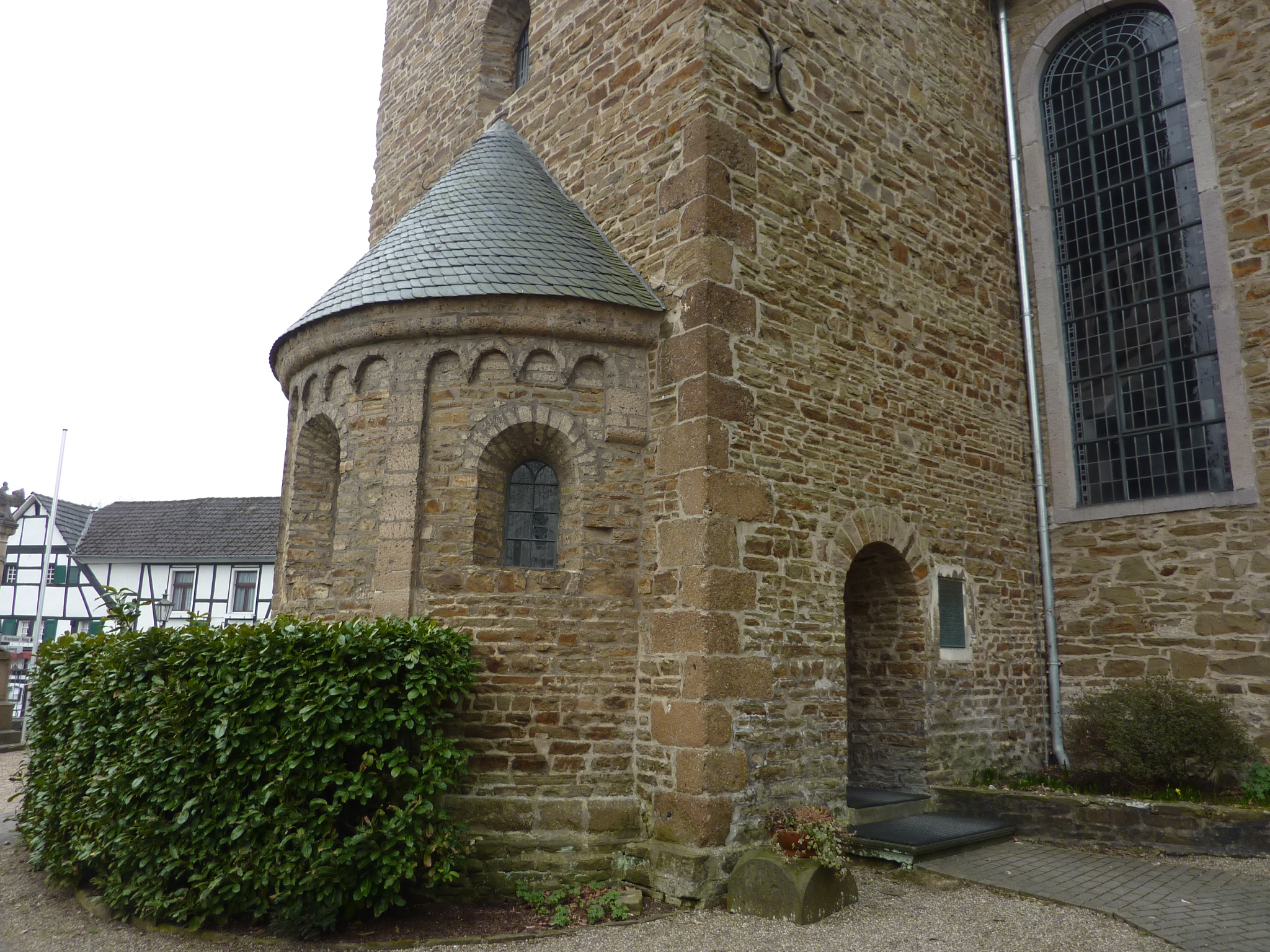
Die Apsis am romanischen Chorturm

Die Evangelische Kirche Volberg liegt am Westufer des Flüsschens Sülz in Rösrath-Hoffnungsthal. 

## Volberg
Volberg ist der älteste Ortsteil von Rösrath. Bereits 893 wird die Besiedlung als Vogelberhc im Prümer Urbar, einem Güterverzeichnis des Benediktinerklosters Prüm in der Eifel, genannt.
Aufgrund der hoffnungsvollen industriellen Entwicklung zu Beginn des 19. Jahrhunderts wurde Volberg in Hoffnungsthal umbenannt. Heutzutage ist der Name Volberg nur noch als Straßenbezeichnung und als Ortslage rund um die evangelische Kirche auf dem westlichen Sülzufer zu finden.
Der Ortsteil Altvolberg im Stadtteil Forsbach legt die Vermutung nahe, dass das alte Volberg ursprünglich auf den Forsbacher Höhen zu finden war und später ins Sülztal umgesiedelt wurde. Insbesondere die Straßenbezeichnung Wiedenhof in Forsbach deutet auf einen alten Pfarrhof hin. Es ist daher nicht ausgeschlossen, dass die Ortsbezeichnung Vogelberhc im Prümer Urbar sich nicht auf das heutige Volberg im Sülztal, sondern auf Altvolberg im Stadtteil Forsbach bezieht.

## Baugeschichte
Die Anfänge der romanischen Vorgängerkirche sind unbekannt. Aus dieser romanischen Zeit sind lediglich das Untergeschoss des Turmes und die Apsis erhalten. Hierbei handelt es sich um eine Chorturmanlage. Nachweislich ab 1567 predigt in Volberg der evangelische Geistliche Wilhelm von Katterbach. Spätestens ab diesem Zeitpunkt handelt es sich um eine lutherische Kirchengemeinde. 1748 finanzierte die Freifrau Lucia Anna von Loë vom Haus Stade die Erneuerung des Kirchturms. So steht es in einer Urkunde, die bei Restaurierungsarbeiten 1977 in der goldenen Turmkugel gefunden wurde. Ab 1788 kommt es zu einem Neubau der Kirche mit einer Innenausstattung mit Kanzel, Altar und Orgel im bergischen Aufbau/Typus. Sie wurde am 2. Februar 1790 eingeweiht.
Mit Ausnahme von Restaurierungsarbeiten, z. B. 1928 und 1954, stammt das Gemäuer im Wesentlichen aus dem 18. Jahrhundert. Die Inneneinrichtung erfolgte nach und nach: Ausmalung (1809), Orgel (1896), Turmuhr (1899), Heizung (1904), Betonfußboden (1928).
Neben dem Eingang an der Südseite, der heutzutage zumeist genutzt wird, gibt es an der Nordseite die „Forsbacher Tür“. Diese war bis 1956 der Eingang für die Kirchbesucher aus Forsbach, die über den „Kirchweg“ nach Hoffnungsthal zum Gottesdienst gingen. Der Kirchweg ist eine noch heute existierende Straßenbezeichnung in Forsbach. 1956 wurde in Forsbach die evangelische Christuskirche eingeweiht.
Zwischen dem 23. Oktober 1974 und 29. August 1976 war die Volberger Kirche wegen Einsturzgefahr geschlossen. Das Dach drückte die Seitenwände auseinander. Risse zeigten sich im Mauerwerk. Zur Stabilisierung wurde unter anderem ein Betonring zwischen Dachkonstruktion und Mauerwerk eingezogen.

## Orgeln
Die Volberger Kirche verfügt über zwei Orgeln. Beide Klangkörper, sowohl die kleine ältere Orgel über dem Kanzelaltar als auch die größere jüngere Orgel auf der Westempore, sind über ein gemeinsames Pult bedienbar. Mehr als 2000 Pfeifen stehen damit bei Orgelkonzerten zur Verfügung.